# Mildred Adams Fenton
Mildred Adams Fenton (West Branch (Iowa), 14 de novembre de 1899 – 7 de desembre de 1995). Fou una paleontòloga i geòloga a la Universitat d'Iowa. Va realitzar dotzenes de llibres científics com coautor amb el seu marit, Carroll Lane Fenton, incloent Records of Evolution (1924), Land We Live On (1944), i Worlds in the Sky (1963).

## Primers anys i educació
Mildred Adams va néixer a West Branch (Iowa). Es va graduar a la Universitat de Iowa, on va conèixer al que seria el seu marit Carroll Lane Fenton mentre tots dos eren estudiants. Van contreure matrimoni l'any 1921. Carroll va morir 'any 1969.